# Biorn Borg
Ne doit pas être confondu avec Björn Borg.
Pour les articles homonymes, voir Borg.
Biorn Borg est un groupe équatorien de rock, originaire de Quito.

## Histoire
Le groupe est formé en janvier 2007 par Toño Cepeda, bassiste de Can Can, qui voulait créer un projet parallèle avec une plus grande influence de sons punk et grunge, avec le guitariste Pablo Maya et le parolier Jorge Izquierdo. Plus tard, la chanteuse Sofía Abedrabbo, le guitariste Sebastián Game et le batteur Bastián Napolitano rejoignent le groupe, qui fait ses débuts sur les scènes de Quito en novembre de la même année.
En 2009, ils sortent leur premier album Todo se destroza, qui contient des chansons dont les titres font allusion au joueur de tennis suédois Björn Borg, comme Vs. MacEnroe et 1980, ainsi que Cóndordor et Cóndor. L'album est présenté au public à l'occasion de plusieurs concerts et festivals, dont le FFF d'Ambato, ainsi que Cóndor negro, Mermelada et Síndrome de uppsala.
Après avoir sorti un DVD avec une représentation au Teatro Variedades de Quito, Biorn Borg s'installe en 2011 à New York pour enregistrer son deuxième album, Muerte súbita, qui sort en 2012, avec la promotion du clip E.T. Après avoir participé au Quito Fest en août de la même année, le groupe annonce à la surprise générale sa séparation, bien qu'il se reforme sporadiquement pour certains événements, notamment le Volkswagen Sonemfest (2013), qui comprend des représentations en Colombie, au Panama et au Chili ; El Carpazo 2015, et enfin le Panela Fest à Latacunga, en 2018. 

## Discographie
- 2009 : Todo se destroza
- 2011 : Desde el variedades (album live)
- 2012 : Muerte súbita